# Gillian Murphy
Gillian Murphy (Wimbledon (Reino Unido), 11 de abril de 1979) es una bailarina de ballet estadounidense.

## Biografía
Comenzó su preparación en el ballet a los tres años en Bélgica y continuó sus clases de ballet a los cinco años en Carolina del Sur. Luego pasó a ser integrante del Ballet de la Ciudad de Columbia, luego siguió estudiando en la North Carolina School of the Arts. Bajo la tutela de Melissa Hayden bailó en roles principales en varias producciones de la escuela entre las que se incluyen El Cascanueces y Concerto Barroco, Western Symphony, Tarantella y Theme and Variations de George Balanchine. 
En 1994, a los 15 años, Murphy fue finalista en la Jackson International Ballet Competition. En 1995, ganó el Prix de Lausanne Espoir después de interpretar la ronda final en el Ballet Bolshoi en Moscú. En 1996, fue una becada por la National Foundation for Advancement in the Arts Level I y nominada a la Presidential Scholar. En 1998, fue hontada con una beca de la Princess Grace Foundation-USA. 
Murphy integró el American Ballet Theatre como parte del corps de ballet en agosto de 1996, fue promovida a solista en 1999 y a principal en 2002. 
Su repertorio con la compañía incluye:
- El rol titular de Sylvia
- Odette-Odile en El lago de los cisnes
- Kitri en Don Quijote
- Gamzatti en La Bayadère
- Lise en La Fille mal gardée
- Medora y Gulnare en Le Corsaire
- Myrta en Giselle
- Hagar en Pillar of Fire
- La segunda joven en Fancy Free
- El pas de deux en Flames of Paris, Grand Pas Classique, His Memory and His Experiences in HereAfter
- El hada del azúcar en Cascanueces
- El Pas de Deux de Chaikovski
- El primer y tercer movimientos de Symphony in C y
- La bailarina en Études.

Ha interpretado roles principales en Ballet Imperial, Theme and Variations, Baroque Game, Clear, Diversion of Angels, Les Patineurs, Apollo, Gong de Mark Morris, Black Tuesday de Paul Taylor, y In the Upper Room y Push Comes to Shove de Twyla Tharp, y otros roles en Elements and Without Words. Creó el papel principal en Within You Without You: A Tribute to George Harrison. Murphy también ha interpretado a Odette-Odile en la transmisión televisiva de PBS de El lago de los cisnes. 
Las actuaciones de Murphy con el American Ballet Theatre son promocionados por Charlotte y MacDonald Mathey.